# 疣
疣（wart，verruca）也稱病毒疣，俗稱瘊、瘊子、魚鱗刺，是指人類乳突病毒感染所致的良性皮膚贅生物，其為皮膚上小而粗糙、堅硬的生長物，顏色與正常皮膚相似。疣有軟硬之分，通常沒有症狀，不過長在腳底時可能會疼痛。疣通常長在手和腳上，但它們也會在其他部位出現；同部位可能同時出現一個或多個疣。疣並不是痣，也非癌症。
疣有傳染性，有可能從別人的身上感染而造成疣。疣會擴散到其他部位，消失後也有復發的可能。感染的風險包括使用公共澡堂、從事肉類工作、濕疹患者及免疫力不佳者。一般認為這種病毒會通過略微受損的皮膚進入人體。
疣大約分為十種，大部分都被視為是無害的，例如普通疣，足底疣，絲狀疣；但生殖器疣則有害，通常是由性接觸感染。若不進行治療，大多數類型的疣會在幾個月到幾年內痊癒。許多治療方法可以加快痊癒速度，包括塗抹在皮膚的水楊酸和冷凍療法。健康的人通常不會導致嚴重的問題。而生殖器疣的治療與其他類型不同。

## 疣的種類
- 尋常疣（verruca vulgaris），有著粗糙的表面，通常發生在手及腳部，但亦有可能在身體其他區域發生。
- 扁平疣（英语：flat wart）（verruca plana），扁平而光滑的疣，呈現肉色，可能一長就是許多個；最常發生在頭、臉、頸部、手、手肘及膝蓋。
- 跖疣（verruca plantaris），堅硬、塊狀，有時還伴隨疼痛，經常有數個小黑斑在其中央；通常只會發生在足部經常承受壓力（來自體重、行走等）的部位發生。
- 絲狀疣（filiform wart）又稱指狀疣（digitate wart），呈螺絲或者指頭狀，在臉部，尤其是嘴唇以及眼皮周圍上發生。
- 生殖器疣（genital wart），長在生殖器及其附近的疣。
- 鑲嵌疣（mosaic wart），型態是一群密集的蹠形疣，會發生在手以及腳底。
- 甲周疣（英语：Periungual wart）（periungual wart），成群的菜花狀疣，在指甲周圍發生。

## 原因

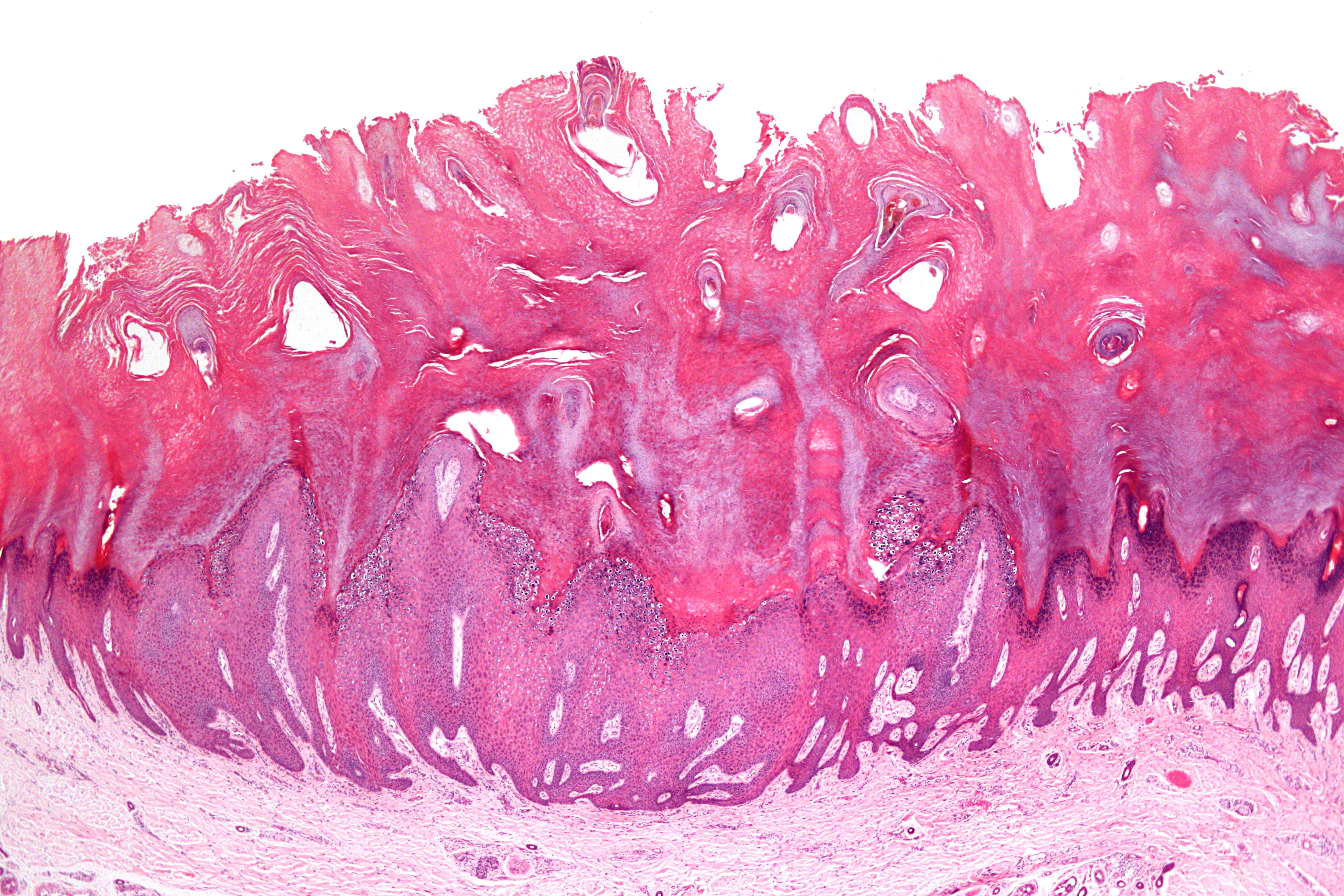
顯微鏡下的疣，可見過度角化（hyperkeratosis），棘層增厚（acanthosis），顆粒層增厚（hypergranulosis），真皮網嵴伸長和有大血管在真皮表皮交界處增生。
.

疣是由人類乳突病毒（Human Papillomavirus, HPV）引起的。 大約有130種已知的人類乳突病毒。 不論是一般身體部位或生殖器的皮膚，只要有鱗狀上皮，就可以被人類乳突病毒感染的。但每種人類乳突病毒類型通常只能夠感染一些特定區域上的皮膚。在HPV感染的皮膚會引起良性增生，通常稱為“疣”或“乳頭狀瘤”。較常見的HPV和疣類型如下表所示。
- 尋常疣 – HPV　2和4型（最常見）;也會是1，3，26，29，和57型等
- 癌和子宮頸細胞化生不良 - “高危險株”（包含第16、18、31、33型等，而以第16型和第18型最為重要。但第31、33、35、39、45、52、58、59型也偶有發現）與癌症有關，特別是子宮頸癌，並且還可能會導致一些外陰、陰道[7]、陰莖、肛門[8] 和一些口咽癌 。
- 跖疣 – HPV 1型最常見，2、3、4、27、28，和58型亦可。
- 肛門生殖器疣（尖銳濕疣或性病疣） -　HPV 6和11型最常見，13、42、44、40、43、42、54、61、72、81、89及其他型亦可。[9]
- 扁平疣 - HPV3、10和28型。

## 病理生理學
疣在顯微鏡下有病理性特徵。 包括角質層增厚（hyperkeratosis），棘層增厚（acanthosis），顆粒層增厚， 真皮網嵴伸長和有大血管在真皮表皮交界處增生。

## 流行病學
疣是常見的疾病，许多人都曾經感染過疣。估計目前非生殖器疣的發病率為一般人口數的1-13％。它們在年輕人中更為常見。估計有活躍性行為的女性，有生殖器疣的發生率為12％。希波克拉底早在公元前400年就已經描述過疣。生殖器疣外型像是花椰菜或者固體的水泡，這是一種病毒性感染，尤其是人類乳突病毒2及7型造成。

## 治療
如果不進行治療，大多數類型的疣可在幾個月或幾年內痊癒。
現在有很多方法去除疣。一份系統性臨床文獻回顧(clinical systemic review)指出，就各種藥膏成份而言，水楊酸比安慰劑更有效。 而以手術方法去處理，冷凍療法是有效的。
需要注意的是，疣可能在成功移除後復發。 

### 藥物

把酸（如水楊酸）的混合物塗到中指上的兩個疣，是其中一種除疣的方法。皮膚接觸酸會產生白色沉澱物。

- 咪喹莫特藥膏 (Imiquimod Cream)，商品名、3M樂得美乳膏５% (ALDARA CREAM 5%)，可以幫助人體的免疫系統生產對抗疣病毒的干擾素。 美國食品和藥物管理局的生殖器疣（FDA）已正式批准了臨床使用在性病疣。[11] 這種藥物目前還是非常昂貴。
- 鬼臼毒素(Wartec cream)(podophyllotoxin 0.15%)是由植物鬼臼的根純化萃取出的抗病毒物質，能有效抑制細胞中期的"有絲分裂"過程。用於治療由人類乳頭瘤病毒引起的尖銳濕疣。商品名分別為慷定來和化疣敵乳膏。鬼臼毒素有致畸胎的問題，不適合孕婦使用。
- 水楊酸。很多標為“治疣塗液”的非處方產品都含有水楊酸，此類產品於藥店和超市都可以容易購買到，但比皮膚科醫生使用的處方產品濃度要低很多。這類產品通常以兩種應用類型包裝，可以是瓶裝的水楊酸溶液，亦可能是含水楊酸的粘接墊片，直接貼到患處。雖然這類產品有效，但過程可能需要長達一年。

### 手術移除

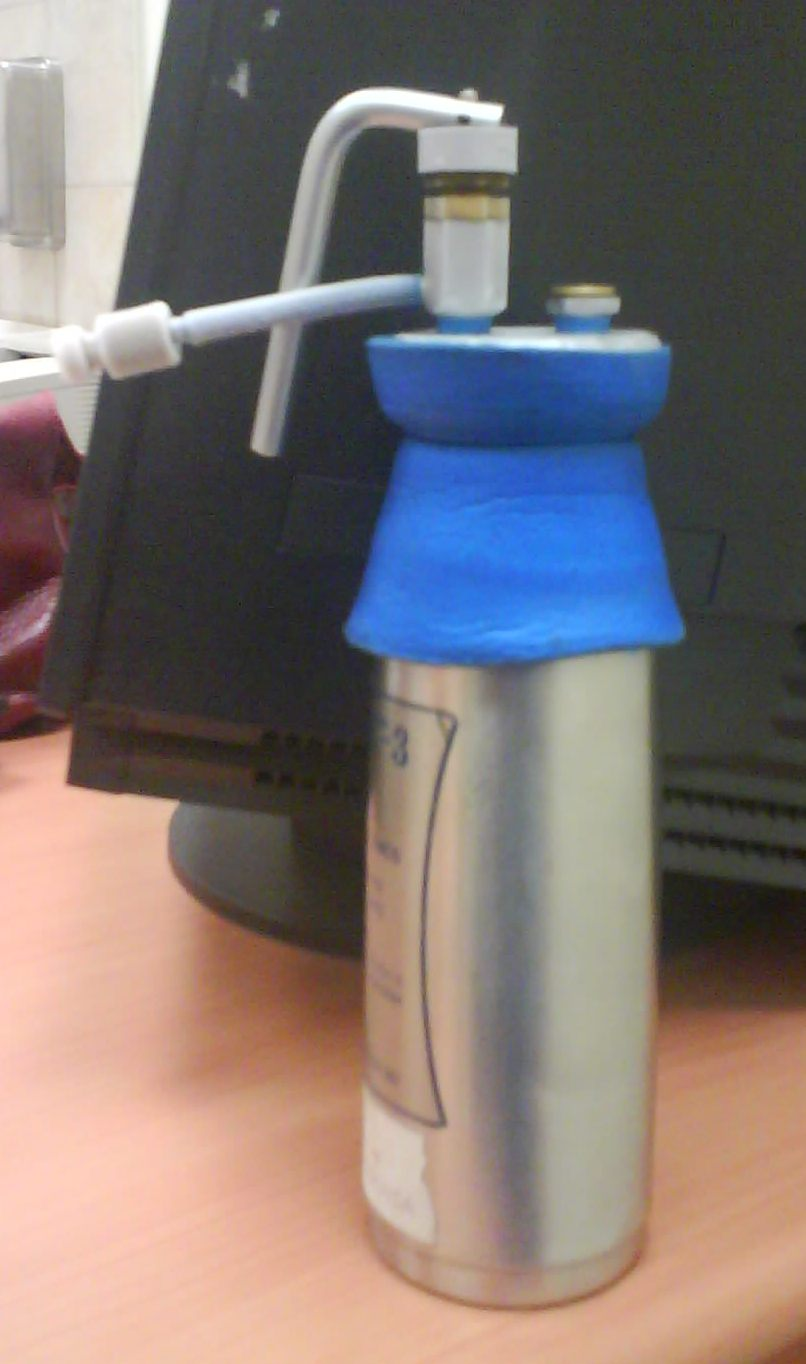
液態氮噴壺

- 物理性分離角質層，方法包括先殺死表面細胞（例如使用水楊酸或其他有毒物質），再用浮石，刀片機械性的削走表皮。醫生亦會用手術刮來刮除(curettage)疣體[12]
- 電灼[13]，即以高溫電刀把疣組織水份揮發掉，令病灶死亡。
- 冷凍治療。當細胞暴露於低溫（如零下攝氏20度）的環境，細胞就會死亡，但細胞外組織(extra-cellular matrix)不會受影響，所以當病灶隨正常新陳代謝脫落後，表皮不會留下疤痕。
  - 傳統方法為直接噴液態氮到病灶或以棉花棒點於液態氮中再接觸病灶。這方法平均要作3至4次治療才有效，較厚的皮膚，例如手掌或腳底，甚至需要施行十次以上的治療方有效。[14]可能是由於使用直接噴射法時，醫生不能有效控制冷凍劑噴達的位置；使用間接接觸法時，由於冷凍力不足夠，當皮膚最外位置結冰後，冰令熱傳導大幅降低，病灶中心將未能夠被有效冷凍，復發比率高。
  - 二甲醚或丙烷混合氣作冷凍劑。冷凍劑噴到海綿塗佈器上，再把海綿塗佈器轉移到病灶。產品十分方便，病人可以自行使用。雖然溫度跟液態氮的溫度相距甚遠，不過同樣有效令病灶死亡。誘發併發症包括令正常皮膚凍傷起水泡。同類產品如 Wartner (疣立消)。
  - 液態笑氣（nitrous oxide），以特細噴嘴把冷凍劑直接噴於病灶上，溫度可低至攝氏零下89度。另由於噴射範圍小，容易控制，病人可準確告訴醫生甚麼何時整個病灶完成冷凍（病灶本身沒有神經線，所以過程不痛，當病人感到疼痛時，代表冷凍位置剛伸展到正常組織）。基於這些優點，治療一般只要一次就能夠完成。[15] 同類產品如 CryoPen。[16]

- 雷射治療-通常使用脈衝染料雷射或二氧化碳雷射。由於紅血球細胞會選擇性吸收脈衝染料雷射（波長582納米），所以能夠達到有效加熱。二氧化碳雷射則會被水分子性吸收，達到揮發掉組織的水份從而殺死細胞。脈衝染料雷射破壞性較小，相對不容易留疤痕。二氧化碳雷射破壞組織和皮膚的能力較強。雷射治療很痛，甚至會引起小疤痕。所以最好由有經驗醫生操作，但治療昂貴。二氧化碳雷射處理可能要施用局部麻醉。脈衝染料雷射治療很多時不需要鎮靜或局部麻醉，但可能需要2到4次治療。通常情況下，每隔10至14天一次。

## 備註
1. ↑  漢字「疣」或英文“wart”，在口語中因歷史悠久而不限於病毒感染造成的贅生物，例如垂疣、老年疣、senile wart、trumpeter's wart，並且也用於植物界；但醫學對於這些非病毒性皮膚病症，有其專用術語而避免使用「疣」或“wart”命名，故這些用詞僅限於日常口語，而非正式名稱。